# Сыня
Сыня — река в России, левый приток Оби, течёт на западе Ямало-Ненецкого автономного округа.

## География
Сыня образуется слиянием рек Сухая Сыня (слева) и Мокрая Сыня (справа) в Шурышкарском районе Ямало-Ненецкого автономного округа у восточного подножия Полярного Урала на высоте 53 м над уровнем моря. Оба притока берут начало в нескольких десятках километров от этого места на восточном склоне главного хребта Уральских гор на высоте около 800 м.
От истока Сыня довольно долго течёт по северо-западной оконечности Западно-Сибирской равнины на юг — юго-запад в хорошо разработанной долине. Возле села Овгорт она сливается с правым притоком Несъёганом и делает резкий заворот, принимая восточное направление, её долина здесь значительно расширяется, а русло достигает 300 м шириной. В восточном и северо-восточном направлении она течёт до села Святой Мыс, где, в 30 км до устья, поворачивает на север. Последний отрезок своего курса Сыня течёт на север параллельно Малой Оби — западному рукаву собственно Оби — постепенно сближаясь с ней; реки на этом отрезке соединяются многими протоками и образуют общую пойму шириной до 10 км, которая регулярно затапливается во время весеннего половодья. Сыня впадает в Малую Обь в 138 км от её устья напротив села Новый Киеват на высоте 5 м над уровнем моря; перед самым устьем она имеет более 300 м в ширину, скорость течения 0,4 м/с.
Верховья и среднее течение Сыни отделяется от долины Оби возвышенностью Мужинский Урал — прядью невысоких холмов с абсолютными высотами 200—280 м и длиной 30-40 км.
Вблизи реки Сыня археологи нашли in situ каменные артефакты, датирующиеся плейстоценом. Их возраст — минимум 50 тыс. лет назад.

## Притоки
- 18 км: Матъёган (лв)
- 42 км: Ленгеръёган (пр)
- 60 км: Лесмиёган (пр)
- 66 км: Тэгъёган (лв)
- 76 км: Унхоламсоим (пр)
- 89 км: Несъёган (пр)
- 95 км: Калынгсоим (лв)
- 98 км: Мэгхонъёган (пр)
- 104 км: Вошгортъёган (лв)
- 106 км: Нашкамсоим (пр)
- 113 км: Мишъёган (лв)
- 116 км: Харсоим (пр)
- 120 км: Волдэпъёган (пр)
- 122 км: Ялпасоим (лв)
- 128 км: Сакъюшсоим (пр)
- 129 км: Соваёган (пр)
- 138 км: Холлэпыссоим (лв)
- 139 км: Лоровзортсоим (пр)
- 140 км: Холлэпыссоим (лв)
- 145 км: Лонтсоим (лв)
- 145 км: Наглерпугорсоим (пр)
- 151 км: Хорпунъёган (лв)
- 155 км: Наглеръёган (пр)
- 156 км: Харпунсоим (лв)
- 159 км: Талъёган (пр)
- 160 км: Ит-Тильтимюшъсоим (пр)
- 162 км: Мужиюшовсоим (лв)
- 167 км: Ун-Васнюрсоим (лв)
- 176 км: Ай-Васнюрсоим (лв)
- 179 км: Большой Тукшин (пр)
- 181 км: Абезьёль (пр)
- 182 км: Пожемаю (лв)
- 188 км: Хабинейёган (лв)
- 203 км: Евыръёган (лв)
- 204 км: Янгармашор (лв)
- 217 км: Мокрая Сыня (пр)
- 217 км: Сухая Сыня (лв)

## Гидрология
Длина 217 км (с Мокрой Сыней — 304 км), площадь бассейна 13 500 км². Среднегодовой расход воды — в 88 км от устья около поселения Овгорт в 1965—1998 годах, составляет 96 м³/с. Многолетний минимум стока наблюдается в марте (3,43 м³/с), максимум — в июне (348 м³/с). За период наблюдений абсолютный минимум месячного стока (0,62 м³/с) наблюдался в апреле 1998 года, абсолютный максимум (831 м³/с) — в июне 1978.
Сыня замерзает в октябре, вскрывается в мае. Питание смешанное с преобладанием снегового.

## Инфраструктура
Сыня судоходна на 90 км от устья до села Овгорт.
Бассейн Сыни находится полностью в пределах Шурышкарского района Ямало-Ненецкого автономного округа. Местность по берегам Сыни населена довольно редко, но существует несколько небольших поселений: Мугорт, Тильтим, Хорпунгорт, Оволынгорт, Вытвожгорт, Овгорт, Ямгорт, Святой Мыс, Сохинпол; Новый Киеват находится на Малой Оби напротив устья Сыни. Некоторые из поселений на реке посещаются жителями только летом, преимущественно во время нереста промысловых рыб.
В бассейне Сыни существуют только грунтовые дороги плохого качества, проездные только на тракторах; перевозки происходят летом речным транспортом, зимой — автомобильным по автозимникам — сезонным дорогам, проложенным по руслам замёрзших рек.